# Josefína Lotrinská
Marie Josefína Tereza Lotrinská (francouzsky: Marie Joséphine Thérèse de Lorraine; 26. srpna 1753, Versailles – 8. února 1797, Turín) byla rodem lotrinská princezna a sňatkem kněžna z Carignana. Byla babičkou z otcovy strany Karla Alberta Sardinského, předposledního sardinsko-piemontského krále, a také princezna Alžběty Savojské.

## Život

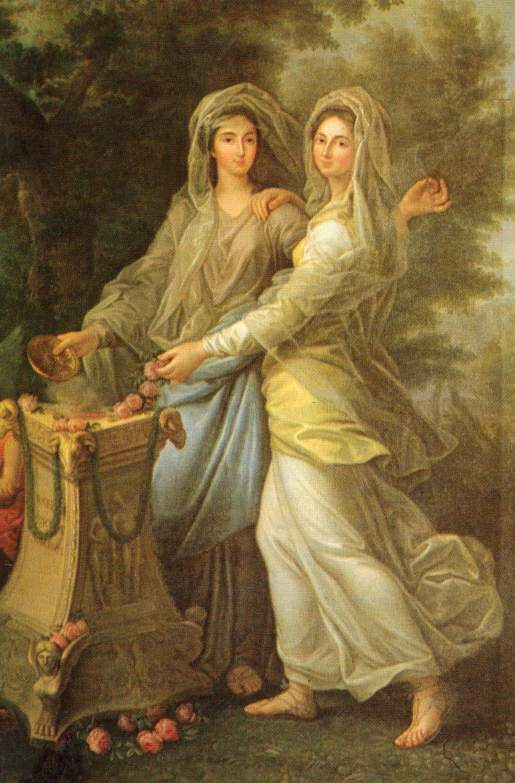
Josefína s mladší sestrou Annou Šarlotou

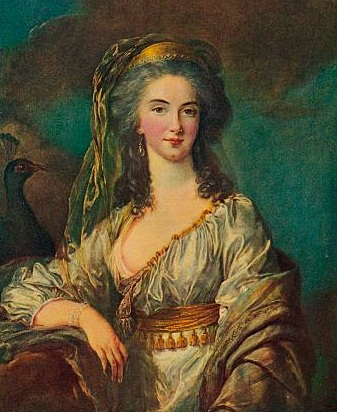

Josefína Lotrinská, celým jménem Marie Josefína Tereza, se narodila 26. srpna 1753 ve městě Versailles jako druhá ze čtyř dětí Ludvíka Karla Lotrinského, člena z vedlejší větve rodu Lotrinských, a Ludoviky Julie, z významného francouzského rodu Rohanů. Bratr Josefíny, Karel Evžen, doprovázel arcivévodkyni Marii Antoinettu z Vídně do Francie. V roce 1700 se stal francouzským velvyslancem a také byl posledním mužským členem rodu Lotrinských, nikdy se neoženil ani neměl potomky. Dalším Josefíniným sourozencem byla sestra Anna Šarlota (1755–1786), která se stala abatyší benediktinského řádu, nikdy se nevdala a neměla potomky. Nejmladším z dětí Ludvíka a Ludoviky byl Josef Maria (1759–1812), jenž během koaličních válek sloužil v rakouské armádě v hodnosti polního zbrojmistra.
Marie Josefína byla cestovatelka a větší část svého života strávila cestováním a psaním publikací (žádnou ale oficiálně nevydala). Také patřila k proudu osvíceneckých lidí.
Zemřela ve věku pouhých 43 let v Turíně v Palazzo Carignano. Byla pohřbena v turínské katedrále a to až do roku 1816, kdy byly její ostatky přeneseny do baziliky Superga na základě nařízení tehdejšího vévody Viktora Emanuela I.
Josefína byla poslední princeznou lotrinskou; již roku 1737 přestali Lotrinští oficiálně lotrinskému vévodství vládnout. Rod Lotrinských se přesunul do Uher po tom, co si František I. Štěpán vzal Marii Terezii z rodu Habsburských, čímž vznikla dynastie Habsbursko-Lotrinských.

## Manželství a potomci
Dne 18. října 1768 se Marie Josefína provdala za prince Viktora Amadea z rodu Savojských, syna Ludvíka Viktora a jeho manželky původem z Německa; lankraběnky Kristýny Henrietty Hesensko-Rotenburské. Viktor byl také bratrem revolucionáři zavražděné Marie Luisy Savojské, důvěrnice královny Marie Antoinetty.
Josefína a Viktor měli pouze jediného syna; Karla Emanuela. Ten se narodil 24. října 1770 v Turíně, kde Josefína s po svatbě manželem žila. Další potomky již tento pár neměl, neboť Viktor Amadeus zemřel, když bylo Karlovi deset let.
- Karel Emanuel Savojsko-Carignanský (24. října 1770 – 16. srpna 1800), princ z Carignana, ⚭ 1797 Marie Kristýna Saská (7. prosince 1770 – 24. listopadu 1851)

## Tituly a oslovení
- 26. srpna 1753 – 18. října 1768: Josefína Lotrinská
- 18. října 1768 – 16. prosince 1778: Její Výsost princezna Josefína Savojská
- 16. prosince 1778 – 8. února 1797: Její Výsost princezna z Carignano